# Fritz Erle

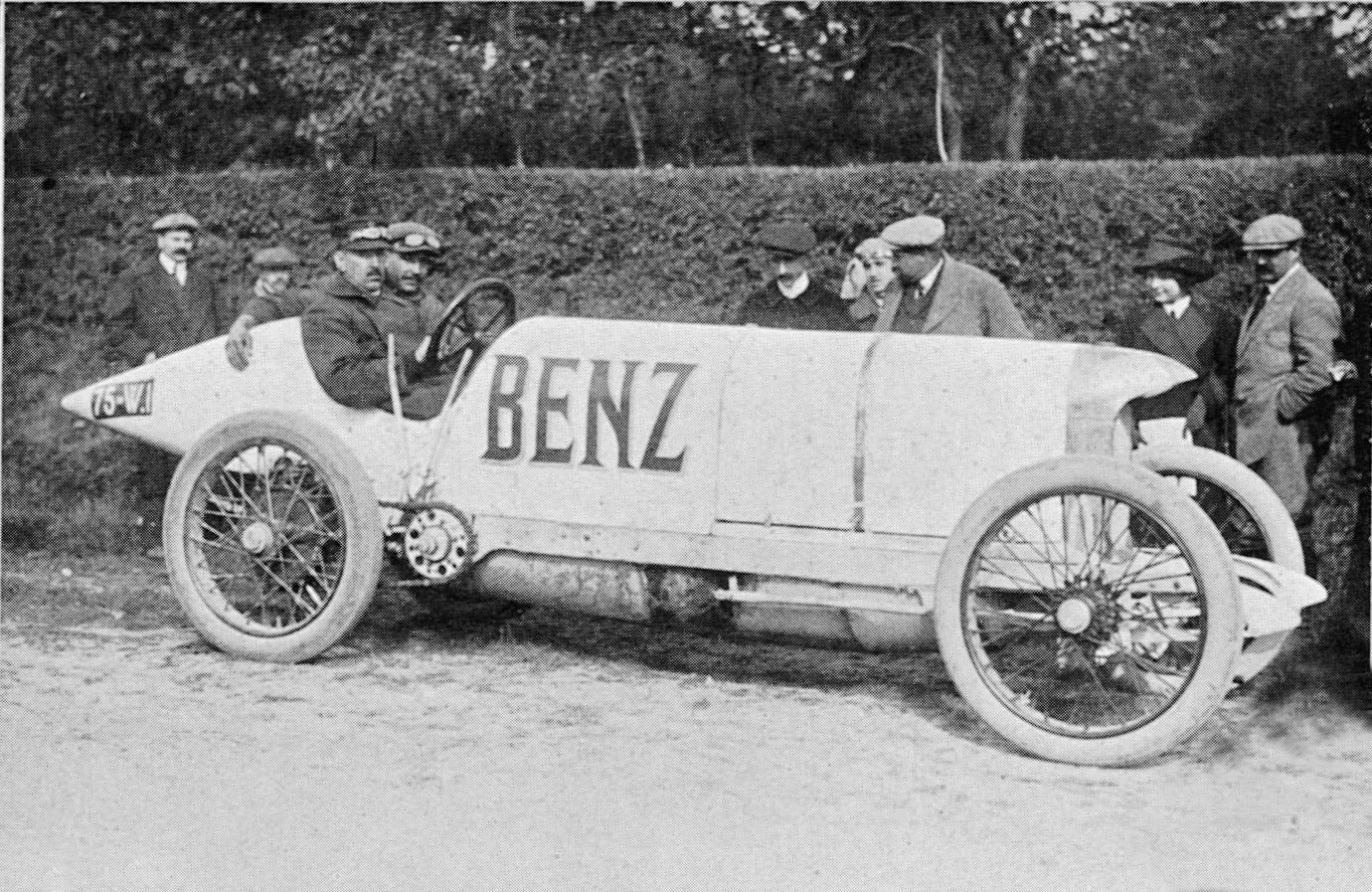
Blitzen-Benz (Wagen 3) beim Bergrennen von Gaillon am 6. Oktober 1912 mit Fritz Erle am Steuer

Fritz Erle (* 12. November 1875 in Mannheim, Deutschland; † 20. November 1957 ebenda) war ein deutscher Ingenieur und Automobilrennfahrer.

## Werdegang
Nach seiner Ausbildung zum Schlosser kam Fritz Erle am 5. März 1894 zu Benz & Cie. und bestritt 1896 im Alter von 21 Jahren mit Eugen Benz sein erstes Autorennen (Paris–Marseille–Paris). Er besuchte das Technikum in Ilmenau (Thüringen), schloss als Ingenieur ab und trat danach wieder in die Firma Benz & Cie. ein. Als Konstrukteur entwickelte er den ersten stehenden Vierzylindermotor (1900). 1904 übernahm er mit Richard Benz die Betriebsleitung und die Versuchsabteilung des Automobilkonzerns. 1905 wurde er zusammen mit Georg Diehl Gesellschafter. 1905 ließ Erle durch den Konstrukteur Hans Nibel die Modellpalette gründlich überarbeiten und verhalf so der Firma Benz & Cie. wieder zu notwendigem wirtschaftlichem Erfolg. 1907 wurde er Leiter der Rennabteilung und beteiligte sich weiterhin aktiv und erfolgreich an zahlreichen Automobilrennen. So siegte er unter anderem 1908 bei der ersten Prinz-Heinrich-Fahrt. Erle konstruierte u. a. 1909 den Blitzen-Benz, einen erfolgreichen Rennwagen. Während des Ersten Weltkrieges arbeitete er als Betriebsleiter und Prokurist. Nach dem Krieg übernahm er auch die Leitung der Reparaturabteilung in Berlin.
1935 trat Fritz Erle in den Ruhestand. Er starb am 20. November 1957 im Alter von 82 Jahren in seiner Heimatstadt Mannheim.

## Statistik

### Rennerfolge
- 9.–17. Juli 1908 Prinz-Heinrich-Fahrt
- 22. August 1909 Kilometerrennen in Frankfurt am Main, Blitzen-Benz in 22,6 Sekunden
- 2. Oktober 1910 Sprintrennen von Gaillon, 1. Platz
- 6. Oktober 1912 Bergrennen von Gaillon 1. Platz
- 25. Mai 1913 Bergrennen von Limonest 1. Platz